# Liga ACB 1984-85
La temporada 1984-85 de la Liga ACB tuvo lugar desde el 23 de septiembre de 1984 hasta el 1 de mayo de 1985, y fue la segunda temporada celebrada de la Liga ACB. En ella participaron 16 equipos.
El sistema de campeonato era el mismo que en la temporada anterior. En la primera fase los equipos se distribuían sobre la base de su clasificación el año pasado: impar y par. En la segunda, los cuatro mejores de cada grupo van al A-1 mientras que los cuatro peores de cada grupo van al A-2. A los playoff se clasifican los cuatro primeros del A-1, directamente a cuartos de final, más los cuatro últimos del A-1 y los cuatro primeros del A-2 (ronda previa). Los cuatro últimos del A-2 se juegan la permanencia en la categoría.
Este año, la liga adoptó el nuevo reglamento de la FIBA. Según la nueva normativa, se introducía una línea de tres puntos en un radio de 6.25 metros. Además, las pistas debían presentar medidas de 28 metros de alto por 15 de ancho, la duración de posesión del balón no debía exceder los 30 segundos, y se introducía la norma de campo atrás entre otros cambios. Se mantenían los dos extranjeros por equipo, y todos los equipos aprovecharon la situación: de los 32 foráneos, 31 eran de Estados Unidos.
El campeón de la Liga ACB fue el Real Madrid, que venció por 2-1 en el parcial al Joventut de Badalona.

## Equipos participantes
| Club                    | Entrenador            | Ciudad            | Estadio                          | Capacidad | 1983/84  |
| ----------------------- | --------------------- | ----------------- | -------------------------------- | --------- | -------- |
| Real Madrid             | Lolo Sainz            | Madrid            | Pabellón Ciudad Deportiva        | 4.000     | 1º       |
| FC Barcelona            | Antoni Serra          | Barcelona         | Palau Blaugrana                  | 5.500     | 2º       |
| Ron Negrita Joventut    | Aito García Reneses   | Badalona          | Pabellón del Joventut            | 4.000     | 3º       |
| CAI Zaragoza            | Rudy D'Amico          | Zaragoza          | Pabellón Municipal de Deportes   | 3.500     | 4º       |
| Cajamadrid              | Tomás González        | Alcalá de Henares | Municipal de Alcalá              | 3.000     | 5º       |
| Cacaolat Granollers     | Jesús Codina          | Granollers        | Municipal de Granollers          | 2.000     | 6º       |
| Clesa Ferrol            | Jaume Ventura         | Ferrol            | Pabellón Municipal Punta Arnela  | 5.500     | 7º       |
| Licor 43                | Manel Comas           | Santa Coloma      | Municipal de Santa Coloma        | 4.500     | 8º       |
| Caja Álava              | Xabier Añua           | Vitoria           | Mendizorroza                     | 3.000     | 9º       |
| Caja de Ronda           | Ignacio Pinedo        | Málaga            | Pabellón Deportivo Ciudad Jardín | 4.000     | 10º      |
| Lucky Canarias          | Santiago Alonso       | La Laguna         | Pabellón Colegio Luther King     | 3.000     | 11º      |
| Fórum Valladolid        | Mario Pesquera        | Valladolid        | Polideportivo Huerta del Rey     | 3.800     | 12º      |
| Estudiantes Caja Postal | Paco Garrido          | Madrid            | Polideportivo Magariños          | 2.500     | 13º      |
| Collado Villalba        | Eduardo Ayuso         | Collado Villalba  | Pabellón Municipal de Villalba   | 2.000     | 1º (1ªB) |
| Breogán Caixa Galicia   | José Antonio Figueroa | Lugo              | Municipal de Lugo                | 3.500     | 2º (1ªB) |
| Español                 | Gifré Gol             | Barcelona         | Palacio de los Deportes          | 8.000     | 3º (1ªB) |

## Liga regular

### Primera fase
| Pos | Equipo                | J  | G  | P  | PF   | PC   |
| --- | --------------------- | -- | -- | -- | ---- | ---- |
| 1   | Real Madrid           | 14 | 13 | 1  | 1348 | 1122 |
| 2   | Joventut Massana      | 14 | 12 | 2  | 1336 | 1163 |
| 3   | Breogán Caixa Galicia | 14 | 7  | 7  | 1159 | 1223 |
| 4   | Caja de Álava         | 14 | 6  | 8  | 1202 | 1272 |
| 5   | Clesa Ferrol          | 14 | 5  | 9  | 1212 | 1213 |
| 6   | Lucky Canarias        | 14 | 5  | 9  | 1148 | 1211 |
| 7   | Estudiantes           | 14 | 5  | 9  | 1200 | 1274 |
| 8   | Cajamadrid            | 14 | 3  | 11 | 1208 | 1335 |

| Pos | Equipo              | J  | G  | P  | PF   | PC   |
| --- | ------------------- | -- | -- | -- | ---- | ---- |
| 1   | FC Barcelona        | 14 | 12 | 2  | 1355 | 1205 |
| 2   | Fórum Valladolid    | 14 | 10 | 4  | 1194 | 1167 |
| 3   | Licor 43            | 14 | 8  | 6  | 1277 | 1163 |
| 4   | Cacaolat Granollers | 14 | 7  | 7  | 1132 | 1168 |
| 5   | CAI Zaragoza        | 14 | 7  | 7  | 1255 | 1255 |
| 6   | Caja de Ronda       | 14 | 6  | 8  | 1254 | 1299 |
| 7   | RCD Español         | 14 | 4  | 10 | 1132 | 1239 |
| 8   | Collado Villalba    | 14 | 2  | 12 | 1190 | 1293 |

J = Partidos Jugados; G = Partidos Ganados; P = Partidos perdidos; PF = Puntos a favor; PC = Puntos en contra

### Segunda fase
| Pos | Equipo                | J  | G  | P  | PF   | PC   |
| --- | --------------------- | -- | -- | -- | ---- | ---- |
| 1   | Real Madrid           | 14 | 14 | 0  | 1340 | 1063 |
| 2   | FC Barcelona          | 14 | 11 | 3  | 1322 | 1231 |
| 3   | Ron Negrita Joventut  | 14 | 9  | 5  | 1250 | 1129 |
| 4   | Licor 43              | 14 | 8  | 6  | 1281 | 1273 |
| 5   | Fórum Valladolid      | 14 | 5  | 9  | 1140 | 1228 |
| 6   | Cacaolat Granollers   | 14 | 4  | 10 | 1129 | 1198 |
| 7   | Breogán Caixa Galicia | 14 | 3  | 11 | 1092 | 1314 |
| 8   | Caja de Álava         | 14 | 2  | 12 | 1225 | 1343 |

| Pos | Equipo           | J  | G  | P  | PF   | PC   |
| --- | ---------------- | -- | -- | -- | ---- | ---- |
| 1   | Estudiantes      | 14 | 12 | 2  | 1249 | 1160 |
| 2   | Clesa Ferrol     | 14 | 9  | 5  | 1305 | 1285 |
| 3   | RCD Español      | 14 | 8  | 6  | 1203 | 1187 |
| 4   | CAI Zaragoza     | 14 | 8  | 6  | 1242 | 1182 |
| 5   | Cajamadrid       | 14 | 7  | 7  | 1228 | 1216 |
| 6   | Lucky Canarias   | 14 | 5  | 9  | 1186 | 1219 |
| 7   | Caja de Ronda    | 14 | 5  | 9  | 1225 | 1307 |
| 8   | Collado Villalba | 14 | 2  | 12 | 1182 | 1294 |

J = Partidos Jugados; G = Partidos Ganados; P = Partidos perdidos; PF = Puntos a favor; PC = Puntos en contra

## Play Off

### Play Off por el título
| Fórum Valladolid      | 1 | - | 2 | CAI Zaragoza |
| Cacaolat Granollers   | 2 | - | 0 | RCD Español  |
| Breogán Caixa Galicia | 2 | - | 0 | Clesa Ferrol |
| Caja de Álava         | 0 | - | 2 | Estudiantes  |

|  | Cuartos de final        | Cuartos de final |                        |                | Semifinales | Semifinales |  |               | Final | Final |  |
|  |                         |                  |                        |                |             |             |  |               |       |       |  |
|  |                         |                  |                        |                |             |             |  |               |       |       |  |
|  | 1 Real Madrid           | 2                |                        |                |             |             |  |               |       |       |  |
|  | 1 Real Madrid           | 2                |                        |                |             |             |  |               |       |       |  |
|  | 9 Estudiantes           | 1                |                        |                |             |             |  |               |       |       |  |
|  | 9 Estudiantes           | 1                |                        | 1 Real Madrid  | 2           |             |  |               |       |       |  |
|  |                         |                  |                        | 1 Real Madrid  | 2           |             |  |               |       |       |  |
|  |                         |                  | 4 Licor 43             | 0              |             |             |  |               |       |       |  |
|  | 4 Licor 43              | 2                | 4 Licor 43             | 0              |             |             |  |               |       |       |  |
|  | 4 Licor 43              | 2                |                        |                |             |             |  |               |       |       |  |
|  | 12 CAI Zaragoza         | 0                |                        |                |             |             |  |               |       |       |  |
|  | 12 CAI Zaragoza         | 0                |                        |                |             |             |  | 1 Real Madrid | 2     |       |  |
|  |                         |                  |                        |                |             |             |  | 1 Real Madrid | 2     |       |  |
|  |                         |                  | 2 Ron Negrita Joventut | 1              |             |             |  |               |       |       |  |
|  | 3 Ron Negrita Joventut  | 2                | 2 Ron Negrita Joventut | 1              |             |             |  |               |       |       |  |
|  | 3 Ron Negrita Joventut  | 2                |                        |                |             |             |  |               |       |       |  |
|  | 6 Cacaolat Granollers   | 1                |                        |                |             |             |  |               |       |       |  |
|  | 6 Cacaolat Granollers   | 1                |                        | 2 FC Barcelona | 1           |             |  |               |       |       |  |
|  |                         |                  |                        | 2 FC Barcelona | 1           |             |  |               |       |       |  |
|  |                         |                  | 3 Ron Negrita Joventut | 2              |             |             |  |               |       |       |  |
|  | 2 FC Barcelona          | 2                | 3 Ron Negrita Joventut | 2              |             |             |  |               |       |       |  |
|  | 2 FC Barcelona          | 2                |                        |                |             |             |  |               |       |       |  |
|  | 7 Breogán Caixa Galicia | 0                |                        |                |             |             |  |               |       |       |  |
|  | 7 Breogán Caixa Galicia | 0                |                        |                |             |             |  |               |       |       |  |
|  |                         |                  |                        |                |             |             |  |               |       |       |  |

| Campeón de la Liga ACB 1984-85 |
| ------------------------------ |
| Real Madrid Segundo título     |

### Play Off por la permanencia
| Cajamadrid     | 2 | - | 1 | Collado Villalba |
| Lucky Canarias | 0 | - | 2 | Caja de Ronda    |
| Cajamadrid     | 2 | - | 0 | Caja de Ronda    |

Por lo que el Cajamadrid de Alcalá de Henares consigue la permanencia. Los otros tres equipos descienden a Primera B.

## Clasificación final
(Liga regular más clasificación en playoff)
| Pos | Equipo                | J  | G  | P  |
| --- | --------------------- | -- | -- | -- |
| 1   | Real Madrid           | 28 | 27 | 1  |
| 2   | Ron Negrita Joventut  | 28 | 21 | 7  |
| 3   | FC Barcelona          | 28 | 23 | 5  |
| 4   | Licor 43              | 28 | 16 | 12 |
| 5   | Cacaolat Granollers   | 28 | 11 | 17 |
| 6   | Breogán Caixa Galicia | 28 | 10 | 18 |
| 7   | Estudiantes           | 28 | 17 | 11 |
| 8   | CAI Zaragoza          | 28 | 15 | 13 |
| 9   | Fórum Valladolid      | 28 | 15 | 13 |
| 10  | Caja de Álava         | 28 | 8  | 20 |
| 11  | Clesa Ferrol          | 28 | 14 | 14 |
| 12  | RCD Español           | 28 | 12 | 16 |
| 13  | Cajamadrid            | 28 | 10 | 18 |
| 14  | Caja de Ronda         | 28 | 11 | 17 |
| 15  | Lucky Canarias        | 28 | 10 | 18 |
| 16  | CB Collado Villalba   | 28 | 4  | 24 |

|  | Campeón, Copa de Europa         |
|  | Clasificados para la Recopa     |
|  | Clasificados para la Copa Korać |
|  | Descienden a Primera B          |

Ascienden a Liga ACB: Claret Bofill (Las Palmas de Gran Canaria), Magia Huesca (Huesca), TDK Manresa (Manresa)